# Colletes delodontus
Colletes delodontus is een vliesvleugelig insect uit de familie Colletidae. De wetenschappelijke naam van de soort is voor het eerst geldig gepubliceerd in 1903 door Henry Lorenz Viereck.